# ADLINK
ADLINK（エーディーリンク）は、産業用電子機器メーカー。

## 沿革
- 1995年 設立。
- 2004年 台湾証券取引所上場。
- 2007年 ADLINKジャパン株式会社設立。

## 連結子会社
- ADLINKジャパン株式会社